# Рекорд (Саратовская область)
Рекорд — село в Краснокутском районе Саратовской области, в составе сельского поселения "Интернациональное муниципальное образование".
Население — 714 (2010).

## История
Предположительно основано в период коллективизации. Село Рекорд обозначено на карте АССР немцев Поволжья 1935 года. Село относилось к Краснокутскому кантону АССР немцев Поволжья. 
28 августа 1941 года был издан Указ Президиума ВС СССР о переселении немцев, проживающих в районах Поволжья. Немецкое население было депортировано. После ликвидации АССР немцев Поволжья село Рекорд, как и другие населённые пункты Краснокутского кантона было передано Саратовской области. 
В 1970 году образован совхоз "Рекорд".

## Физико-географическая характеристика
Село расположено в Низком Заволжье, в пределах Сыртовой равнины, относящейся к Восточно-Европейской равнине, у истоков реки Гашон. Рельеф местности равнинный, слабохолмистый. Почвы каштановые.
По автомобильным дорогам расстояние до районного центра города Красный Кут — 25 км, до областного центра города Саратов — 150 км. До села Интернациональное - 19 км.
Часовой пояс
Рекорд, как и вся Саратовская область, находится в часовой зоне МСК+1. Смещение применяемого времени относительно UTC составляет +4:00.

## Население
Динамика численности населения по годам:
| 1987 | 2002 |
| ---- | ---- |
| ≈500 | 673  |

| 2002 | 2010 |
| ---- | ---- |
| 672  | ↗714 |

Национальный состав
Согласно результатам переписи 2002 года большинство населения составляли казахи (52 %) и русские (37 %). 